# Балабанов Микита Володимирович
Микита Володимирович Балабанов (нар. 11 вересня 1989, Вараш, Рівненська область) — український альпініст, володар Золотого льодоруба 2016 — престижної альпіністської нагороди за першопроходження вершини Талунг (7 349 м), чемпіон світу у висотному класі по версії ЕАМА.

## Біографія
Народився у місті Кузнецовськ (тепер Вараш) на Рівненщині. Вперше у гори потрапив у віці 6-ти років. З 18 років кожний рік проводив багато часу у горах здійснюючи сходження у різних гірських системах. Вже понад 10 років регулярно ходить маршрути вищих категорій складності.
Був у різних гірських системах: Альпи, Доломіти, Кавказ, Тянь-Шань, Гімалаї, Каракорум, Алтай, Патагонія, Хібіни, гори Марокко, Балкан, Туреччини. А також здійснив сходження на понад 100 різних вершин: Монблан (багато разів з різних сторін), Маттерхорн (багато разів з різного сторін), Пти Дрю, Казбек (багато разів), Хан-Тенгрі, Аконкагуа (багато разів), Ама Даблам та багатьох інших. Як за існуючими маршрутами, так і першосходжень.

## Знакові сходження
- 2010 — Джайлик 4533 м по стіні 5А кат. складності (УщілинаТютю-Су, Приельбрусся, Кавказ). Перший складний маршрут в малій групі автономно.
- 2011 — Карагем-Баши 3962 м по центру стіни 5Б кат.[4] складності (Північно-Чуйский хребет, Алтай). Перше складне сходження у двійці у віддаленому районі.
- 2012 — Траверс Безенгійскої стіни 6А кат. складності у двійці за 6 днів (Шхара-Ляльвер, ущілина Безенгі, Кавказ). Один з найвідоміших і складних маршрутів Кавказу (12 км траверс 10 вершин, 9 з котрих вище 4500 м, 5 — вище 5000м). Друге проходження у двійці.
- 2013 — Пік Джигіт 5170 м по центру стіни 6А кат.[5] складності (Терскей Алатау, Тянь-Шань).
- 2013 — Пік Вільної Кореї 4777 м по стіні у двійці (Ала-Арча, Тянь-Шань). Маршрут Лоу 5А кат. складності за 5 годин. Маршрут Барбера 5Б — 8 годин.[6]
- 2013 — Пік Байлян-Баши 4700 м по стіні і траверс, маршрут 5Б кат. складності у двійці за 12 годин. (Ала-Арча, Тянь-Шань)
- 2014 — Ланшіса Рі 6427 м (Лангтанг, Гімалаї) першопроходження 6А кат.[7] складності по Ц. контрфорсу СЗ стіни у трійці (з М. Фоміним і У. Полежайко). Один з перших українських маршрутів у Гімалаях, схожених у альпійському стилі (без обробки, без нічого, за один вихід).
- 2015 — Талунг 7349 м по ССЗ ребру 6Б кат. складності першопроходження у альпійському стилі у двійці з М.Фоміним (Канченджанга хімал, Гімалаї). Сходження визнане кращим у 2015 році багатьма міжнародними преміями (в тому числі Piolet d'Or, найпрестижнішою премією у світі альпінізму).
- 2016 — Гранів-Жорасс 4208 м по З.стіні (маршрут Кассіна 6А кат. складності, Шамоні, Альпи) у трійці.
- 2017 — Гашербрум I (Хідден пік) 8068 м спроба першопроходження по Центру стіни, до 7300. Спустились через хворобу одного з учасників команди.
- 2017 — З. стіна Друат 4000 м (маршрут Лагард дірект 5Б кат. складності) і З. стіна Гранів-Жорасс 4208м (маршрут Лінсель 5Б кат.складності) у двійці.
- 2018 — Агуйя Поінтсенот 3002 м маршрут Уілланса 5Б кат. складності у двійці з А. Вергелесом (Патагонія, Анди. Перше сходження Українських альпіністів у Патагонії).
- 2018 — Аконкагуа 6962 м (Найвища точка Південної Америки, Анди). Сходження з Базового табору на вершину # зворотне у Базовий табір за 15 годин.
- 2018 — Егюй дю Міді 3842 м по З. стіні (маршрут Меллорі, Шамоні, Альпи) фрі соло за 4 години у компанії з Коліном Хейлі (Colin Haley)
- 2018 — Хан-Тенгрі 7010 м по СЗ гребеню фрі соло без мотузки #і користування перилами до вершини за 24 години (Тенгрі-Таг, Тянь-Шань).
- 2018 — Байлян-Баші 4700 м по лівій частині З стіни 5Б кат.[8][9] складності соло (Ала-Арча, Тянь-Шань).
- 2018 — Ама-Даблам 6814 м соло з БТ до вершини за 9 год. 10 хв. і 15 год. з БТ у БТ.[10]
- 2019 — Фіц-Рой 3359 м за маршрутом «Каліфорніана» 5Б кат.[11][12] складності (у трійці з А.Якуніним та У.Роговою, перше сходження українців на Фіц-Рой, найвищу точку масиву Чалтен, Патагонія, і одну з найгарніших патагонських вершин).
- 2019 — Ушба 4710 м соло сходження за маршрутом Г.Хергіані 5Б кат. складності (перше соло у міжсезоння, 14-16 травня).[13]
- 2019 — Пті-Дрю 3754 м[14] по З. стіні маршрут 5Б кат.складності у двійці з Н. Колосовським (Шамоні, Альпи).
- 2021 — Аннапурна III (7555 м) по південно східному гребеню у складі української експедиції з В'ячеславом Полежайко та Михайлом Фоміном[15]

## Досягнення
- Золотий льодоруб (Piolets d'Or, 2016) — найпрестижніша нагорода у світі альпінізму[16].
- Золотий крюк (Golden Piton, 2015) — американська версія золотого льодоруба[17].
- Призер Чемпіонату світу 2014 і Чемпіон світу 2015 у висотному класі за версією ЕАМА (євро-азійська альпіністська асоціація).
- Золота вершина 2015 — краще сходження української команди.
- Неодноразовий чемпіон України у висотному класі.
- 10 років досвід організації самостійних експедицій.